# Мићановић
Мићановић је српско презиме. Значајни људи са овим презименом су:
 
- Драган Мићановић (1970), српски глумац
- Младен Мићановић (1996), српски фудбалер
- Зорана Мићановић (2005), српска певачица